# Grab von Prittlewell

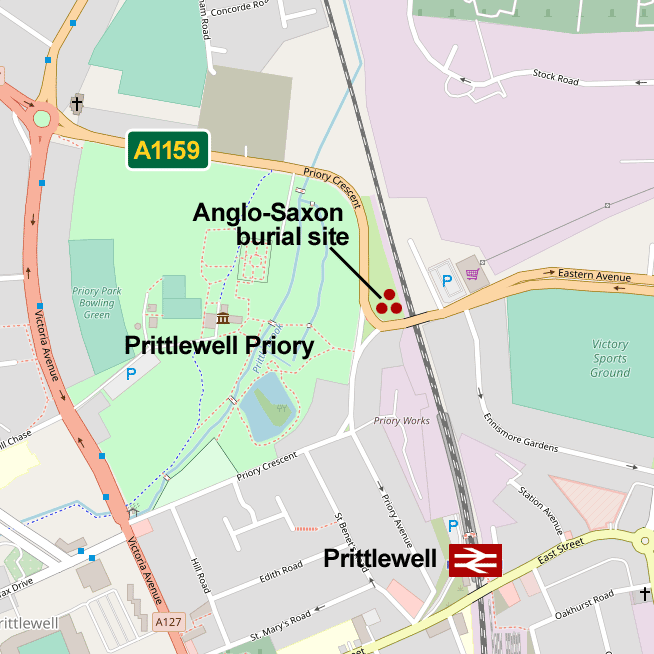
Fundort des Grabes (Anglo Saxon burial-site) in Prittlewell

Das Grab von Prittlewell ist ein bedeutender Grabfund des Frühmittelalters. Die Bestattung wurde in Prittlewell in der Grafschaft Essex bei einer archäologischen Prospektion im Jahr 2003 entdeckt und bei einer Maßnahme des Museum of London Archaeology ausgegraben. Aufgrund der außerordentlich reichen Beigaben wird davon ausgegangen, dass es sich um einen Angehörigen eines angelsächsischen Königshauses handelt. Vom Körper waren nur minimale Reste vom Zahnschmelz erhalten. Diese ermöglichten keine Geschlechtsbestimmung, jene erfolgte anhand der Waffenbeigaben.

## Der Grabbau
Der Verstorbene lag in einem 2,25 m langen, hölzernen Sarg mit Eisenbeschlägen. Der Sarg stand etwas seitlich versetzt in einer hölzernen Grabkammer, die ursprünglich von einem Grabhügel überdeckt worden war. Die Kammer hatte eine Seitenlänge von vier Metern und war mindestens 1,3 m hoch. In die Wand waren eiserne Haken eingeschlagen, an denen Beigaben aufgehängt werden konnten. An diesen waren ankorrodierte Holzreste erhalten, die Kammer bestand demzufolge aus Bohlen aus Eichenholz. Es handelt sich um das bis dahin größte in England gefundene frühmittelalterliche Kammergrab.

## Beigaben
Die Kleidung des Toten ist vergangen, vom Gürtel ist eine in der Sargmitte liegende Schnalle aus Gold erhalten. Möglicherweise wurde die Schnalle allerdings speziell für die Bestattung angefertigt. Zum Essgeschirr gehörte ein großer Kochkessel aus Buntmetall mit einem Durchmesser von über 62 cm. Von einer Speisebeigabe hatten sich Knochenreste erhalten, die neben dem Sarg lagen. In einem Kasten aus Ahornholz, an dessen Deckel noch Bemalungsreste nachgewiesen wurden, waren verschiedene kleinere Objekte deponiert, darunter auch ein silberner Löffel mit spitzem Ende (Cochlear).
Umfangreich waren die Getränkebeigaben. Dazu gehörten ein Holzeimer mit Metallbeschlägen, Flaschen, Trinkhörner und Glasgefäße.
Ein eisernes Klappgestell ist der Überrest eines eisernen Faltstuhls. In einer Ecke der Grabkammer stand aufrecht ein 1,3 m hoher eiserner Kerzenständer. Demzufolge muss die Kammer auch mindestens diese Höhe gehabt haben.
Von einer hölzernen Leier hatten sich wenige Holzreste und Beschläge erhalten, allerdings war auch noch eine Verfärbung der Umrisse des Instruments erkennbar. Diese wurden als Blockbergung gehoben; nach CT-Untersuchungen und einer Ausgrabung im Labor konnte die Form rekonstruiert werden. Die Bestattung gehört somit auch zur kleinen Gruppe frühmittelalterlicher Sängergräber.
Zur Freizeitbeschäftigung gehörten zwei Würfel, die aus Walknochen geschnitzt sind.
Von der Waffenausstattung lag eine damaszierte Spatha in der Mitte der Kammer. Weitere Waffen, ein Schild, zwei Speere und ein Pfeil hingen ursprünglich an der Wand der Kammer.

### Goldblattkreuze als Hinweis auf Christentum
An einem Ende des Sarges lagen zwei aus dünner Folie ausgeschnittene Goldblattkreuze. Nach der Fundlage bedeckten sie ursprünglich wohl die Augen des Verstorbenen. Goldblattkreuze gelten in der Forschung als sicheres Zeichen dafür, dass die Verstorbenen Christen waren.

### Datierung
Die Bestattung ist nach archäologischen Kriterien in das letzte Viertel des 6. Jahrhunderts bis in die Zeit um 600 zu datieren. Einige aus Frankreich stammende Tremisses liefern einen Terminus post quem von 580 n. Chr.